# Lajos Áprily
Lajos Áprily (la naștere: János Lajos Jékely, n. 14 noiembrie 1887, Brașov, Austro-Ungaria – d. 6 august 1967, Budapesta, Republica Populară Ungară) a fost un poet impresionist maghiar din Transilvania, tatăl lui Zoltán Jékely.
Colegiul Național „Áprily Lajos” din Brașov și Școala Generală ,,Áprily Lajos" din Praid (județul Harghita) îi poartă numele.
A tradus în maghiară scrieri ale lui Lucian Blaga.